# Hijas del tomate
Hijas del tomate es el primer álbum de estudio del grupo femenino español Las Ketchup, lanzado al mercado el 20 de agosto de 2002 y producido por Manuel Ruiz. Obtuvo gran popularidad particularmente gracias al enorme éxito y nº 1 mundial Aserejé.

## Recepción
Tuvo mucho éxito en varios países del mundo, siendo nº 1 en España, Finlandia y los Estados Unidos (listas de pop latino). En Latinoamérica el álbum tuvo un  acogedor recibimiento gracias al sencillo Aserejé, por ello en México el disco vendió más de 400.000 copias, lo cual las conllevó a realizar una gira promocional por México y Chile, entre otros países. El álbum tuvo varias ediciones en diferentes partes del mundo. La primera fuera de Europa fue la latinoamericana que contó únicamente con 10 temas, ya que no incluyó la versión spanglish del tema Aserejé. También tuvo ediciones especiales en Australia, Brasil y Japón, con algunos Bonus Tracks, y en el caso de algunas ediciones como la de Estados Unidos y Japón, también tuvieron una portada diferente.

## Lista de canciones
| N.º | Título                                           | Duración |  |
| 1.  | «The Ketchup Song (Aserejé)» (Spanglish versión) | 3:32     |  |
| 2.  | «Kusha las payas»                                | 2:47     |  |
| 3.  | «Un de vez en cuando»                            | 3:37     |  |
| 4.  | «Lánzame los trastos, Baby»                      | 3:24     |  |
| 5.  | «Sevillanas Pink»                                | 3:29     |  |
| 6.  | «Aserejé» (Hippy Mix)                            | 3:31     |  |
| 7.  | «Krapuleo»                                       | 3:30     |  |
| 8.  | «Me persigue un chulo»                           | 3:13     |  |
| 9.  | «Tengo un novio tántriko»                        | 3:15     |  |
| 10. | «The Ketchup Song (Aserejé)» (Karaoke versión)   | 3:43     |  |
| 11. | «Aserejé»                                        | 3:32     |  |

| Edición latinoamericana |                                                |              |               |          |  |
| N.º                     | Título                                         | Escritor(es) | Productor(es) | Duración |  |
| 1.                      | «Aserejé»                                      |              |               | 3:32     |  |
| 10.                     | «The Ketchup Song (Aserejé)» (Karaoke Version) |              |               | 3:43     |  |

| Bonus Tracks |                                                             |              |               |          |  |
| N.º          | Título                                                      | Escritor(es) | Productor(es) | Duración |  |
| 12.          | «The Ketchup Song (Aserejé)» (Chiringuito Club Single Edit) |              |               | 3:41     |  |
| 13.          | «The Ketchup Song (Aserejé)» (Motown Club single edit)      |              |               | 3:41     |  |

| Bonus Tracks |                                                              |              |               |          |  |
| N.º          | Título                                                       | Escritor(es) | Productor(es) | Duración |  |
| 11.          | «The Ketchup Song (Aserejé)» (Sunshine Mix Spanglish Edit)   |              |               | 3:41     |  |
| 12.          | «The Ketchup Song (Aserejé)» (Sunshine Full Vocal Spanglish) |              |               | 5:14     |  |
| 13.          | «The Ketchup Song (Aserejé)» (Chiringuito Club Mix)          |              |               | 5:30     |  |
| 14.          | «The Ketchup Song (Aserejé)» (Karaoke Version)               |              |               | 3:43     |  |

| Bonus Track |                                                      |              |               |          |  |
| N.º         | Título                                               | Escritor(es) | Productor(es) | Duración |  |
| 12.         | «Ragatanga (Aserejé)» (Portuguese Version con Rouge) |              |               | 3:34     |  |

| Edición Limitada (CD Extra) |                                                            |              |               |          |  |
| N.º                         | Título                                                     | Escritor(es) | Productor(es) | Duración |  |
| 1.                          | «The Ketchup Song (Aserejé)» (Sunshine Mix Spanglish Edit) |              |               | 3:41     |  |
| 2.                          | «The Ketchup Song (Aserejé)» (Motown Club single edit)     |              |               | 3:41     |  |
| 3.                          | «The Ketchup Song (Aserejé)» (Chiringuito Club Mix)        |              |               | 5:30     |  |
| 4.                          | «The Ketchup Song (Aserejé)» (Crystal Sound Xmas mix)      |              |               | 3:50     |  |

## Posicionamiento en listas
| Listas (2002-03)                    | Mejor posición |
| ----------------------------------- | -------------- |
| Australia (ARIA)                    | 22             |
| Bélgica (Ultratop) Wallonia         | 35             |
| Dinamarca (Tracklisten)             | 27             |
| España (PROMUSICAE)[cita requerida] | 1              |
| Estados Unidos (Billboard 200)      | 65             |
| Estados Unidos (Latin Pop)          | 1              |
| Estados Unidos (Top Latin Albums)   | 1              |
| Finlandia (Suomen virallinen lista) | 1              |
| Francia (SNEP)                      | 18             |
| Italia (FIMI)                       | 8              |
| Noruega (VG-lista)                  | 13             |
| Países Bajos (Álbum Top 100)        | 23             |
| Suecia (Sverigetopplistan)          | 7              |
| Suiza (Schweizer Hitparade)         | 6              |

### Sencillos
| Listas (2002-03): Kusha Las Payas | Mejor posición |
| --------------------------------- | -------------- |
| Austria                           | 36             |
| Alemania                          | 76             |
| España (PROMUSICAE)               | 12             |
| Francia                           | 38             |
| Italia                            | 17             |
| Suiza (Schweizer Hitparade)       | 29             |

## Certificaciones
| País           | Organismo certificador | Certificación       | Ventas certificadas | Ref    |
| -------------- | ---------------------- | ------------------- | ------------------- | ------ |
| Estados Unidos | RIAA                   | 4 x Platino (Latin) | 400 000             | [ 9 ]  |
| Francia        | SNEP                   | Oro                 | 100 000             | [ 10 ] |
| Finlandia      | IFPI                   | 2 x Platino         | 70 000              | [ 11 ] |
| Grecia         | IFPI                   | Oro                 | 15 000              | [ 12 ] |
| México         | AMPROFON               | Platino             | 150 000             | [ 13 ] |
| Portugal       | AFP                    | 2 x Platino         | 80 000              | [ 14 ] |
| Suiza          | Schweizer Hitparade    | Platino             | 60 000              | [ 15 ] |